# Хитово
Хитово е село в Североизточна България. То се намира в община Добричка, област Добрич.

## География
В Хитово има два язовира, наричани Малкия и Големия.

## История

### Средновековие
Като свидетелство за култовата практика и присъствието на българско езическо население в района на днешното село, се приема идентифицирания преносим каменен жертвеник от ранното средновековие, един от осемте, намерени в днешните български земи. Жертвената плоча от Хитово е открита при археологически разкопки на двуобреден ранносредновековен некропол от VІІІ–Х в., в който три гроба са с християнско трупополагане.

### След Освобождението
Повечето от жителите на Хитово са потомци на прецелници от Румъния след Крайовската спогодба.

## Население
Преброяване на населението през 2011 г.
Численост и дял на етническите групи според преброяването на населението през 2011 г.:
|                     | Численост | Дял (в %) |
| Общо                | 205       | 100,00    |
| Българи             | 135       | 65,85     |
| Турци               | 61        | 29,75     |
| Цигани              | 7         | 3,41      |
| Други               | 0         | 0,00      |
| Не се самоопределят | 0         | 0,00      |
| Неотговорили        | 1         | 0,48      |

## Културни и природни забележителности
В центъра на Хитово има паметник, посветен на загиналите местни жители в Руско-Турската война.